# Смирнов Юрій Миколайович (військовик)
Ю́рій Микола́йович Смирно́в (6 березня 1981, Миколаїв — 24 серпня 2014, Войковський, Амвросіївський район) — рядовий міліції Міністерства внутрішніх справ України, учасник російсько-української війни.

## Життєпис
Народився 1981 року в місті Миколаїв. Його батько був військовослужбовцем. Закінчив миколаївську ЗОШ № 4; в школі займався танцями. Випускник Миколаївського філіалу Київського національного університету культури і мистецтв — хореограф. Грав у міській команді КВК, працював вожатим у таборі «Артек».
Навесні 2014 року одразу після оголошення часткової мобілізації, не чекаючи повістки, пішов до військового комісаріату та зголосився добровольцем.
Стрілець, Миколаївський полк охорони громадського порядку Південного ОТО НГУ. 28 липня його частина вирушила в зону боїв. 24 серпня 2014 року колона підрозділу Національної гвардії, рухаючись заданим маршрутом, потрапила в засідку терористів. Смирнов зорієнтувався одним із перших та зайняв позицію і відкрив вогонь у відповідь, цим самим прикрив перегрупування підрозділу. Сили терористів переважали вдвічі, але вояки до останньої миті стримували ворога, врешті напад бойовиків відбили. Після бою товариші знайшли обгоріле тіло Юрія Смирнова.
Похований у Миколаєві, Миколаївський міський цвинтар.
Без батька лишились батьки Любов Анатоліївна і Микола Володимирович; син і донька.

## Нагороди та вшанування пам'яті
- 14 листопада 2014 року за особисту мужність і героїзм, виявлені у захисті державного суверенітету та територіальної цілісності України, вірність військовій присязі під час російсько-української війни, відзначений — нагороджений орденом «За мужність» III ступеня (посмертно).
- 8 грудня 2015 року в ЗОШ № 4 Миколаєва відкрили меморіальну дошку Юрію Смирнову.

```
* 22 грудня 2015 року 
Миколаївська обласна державна адміністрація
 вручила матері загиблого міліціонера Любові Смирновій 
ордер на квартиру
.
[
2
]
```

- Його портрет розміщений на меморіалі «Стіна пам'яті полеглих за Україну» у Києві: секція 3, ряд 7, місце 10
- Вшановується 24 серпня на щоденному ранковому церемоніалі вшанування українських захисників, які загинули цього дня у різні роки внаслідок російської збройної агресії[3]